# PhD Comics
PhD Comics ist eine amerikanische Comicserie über das Leben (oder das „Nicht“-Leben) an einer (US-amerikanischen) Universität. Die Abkürzung PhD steht hier für „Piled Higher and Deeper“ (englisch für: „Höher und tiefer gestapelt“) und spielt gleichzeitig auf den Ph.D.-Titel an, der im anglo-amerikanischen Bildungssystem dem deutschen „Doktor der Wissenschaften“ entspricht. Hauptfiguren sind einige Studenten im fortgeschrittenen Semester (zum größten Teil Promotionsstudenten), die bereits in den Forschungsbetrieb eingegliedert sind. Die Serie handelt hauptsächlich vom Alltag der Doktoranden als hilflose Spielbälle allmächtiger, zynischer Professoren. Ein ständiges Motiv ist jedoch auch die Motivationslosigkeit der Charaktere, die Tag um Tag mit Internet-Surfen, E-Mailen, Uniaktivitäten und ähnlichem vertrödeln und sich letztlich mit ihrem ineffektiven und frustrierenden akademischen Biotop nicht nur abgefunden haben, sondern sich sogar darin wohlfühlen (auch wenn sie das nie zugeben würden).

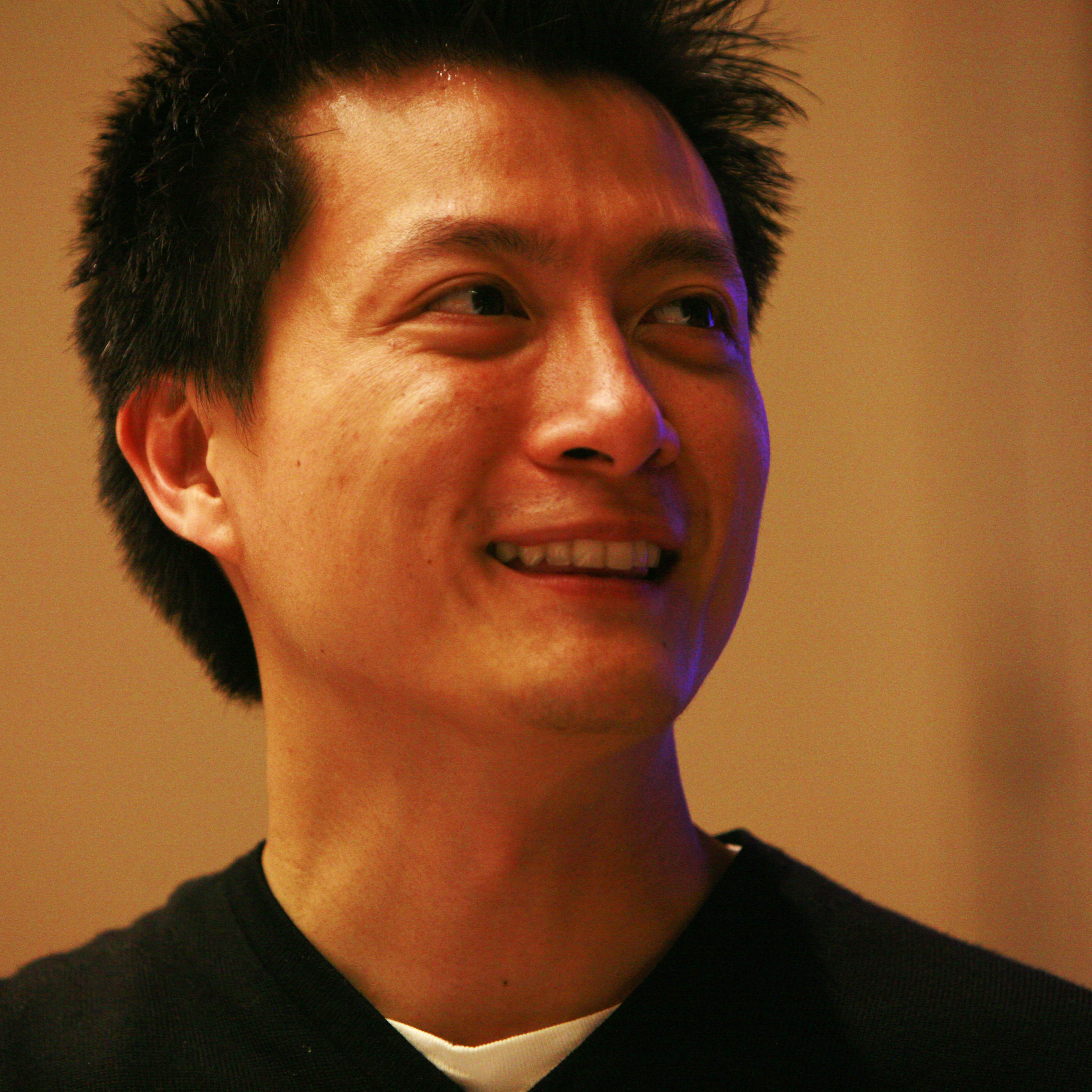
Jorge Cham

Der Autor Jorge Cham hat seinen PhD-Titel im Fach „Mechanical Engineering“ an der Stanford-Universität erworben. Diese wird in den Comics selten explizit erwähnt, jedoch sind im Hintergrund oft charakteristische Gebäudeteile des Stanford-Campus zu sehen, was die berühmte Hochschule im US-Bundesstaat Kalifornien als Schauplatz der Serie impliziert.

## Verbreitung
Die Comics erscheinen in gedruckter Form in den Universitätszeitungen von Stanford, M.I.T., Caltech, Carnegie-Mellon und anderen US-Hochschulen. Die weiteste Verbreitung haben sie jedoch als Webcomic gefunden.
Mittlerweile sind auch fünf Bücher erschienen:
- Piled higher and Deeper: a graduate student comic strip collection (2002, ISBN 978-0-9721695-0-9)
- Life is tough and then you graduate (2005, ISBN 978-0-9721695-2-3)
- Scooped! (2007, ISBN 978-0-9721695-3-0)
- Academic Stimulus Package (2009, ISBN 978-0-9721695-4-7)
- Adventures in Thesisland (2012, ISBN 978-0-9721695-5-4)

Zudem gab es 2012 eine Verfilmung: „The PHD Movie“ (ISBN 978-0-9721695-9-2). Das Drehbuch wurde von Jorge Cham geschrieben. Der 67 Minuten lange Film wurde unter der Regie von Vahe Cabuchian von Meg Rosenburg produziert. Die Hauptdarsteller sind Raj Katti (Nameless Guy), Alexandra Lockwood (Cecilia), Evans Boney (Mike Slackenerny), Zachary Abbott (Prof. Smith) und Crystal Dilworth (Tajel). 2015 wurde das Sequel „The PHD Movie: Still in Grad School“ veröffentlicht.

## Bedeutung
Unter Doktoranden in aller Welt genießen die Comics Kultstatus. Auf nur drei bis vier Bildern wird ein bestimmter Sachverhalt oft prägnanter dargestellt, als dies in seitenlangen Abhandlungen möglich wäre. Da die Hauptcharaktere völlig verschiedene Grundtypen darstellen, kann sich praktisch jeder Student mit einem oder mehreren von ihnen identifizieren.
Jorge Cham, der nach seinem Studium zeitweise (2003–2005) eine Forschungsstelle am Caltech innehatte, beschäftigt sich inzwischen hauptberuflich mit dem Comic. Neben seiner Tätigkeit als Zeichner hält er weltweit Vorträge mit dem Titel „The Power of Procrastination“ an Universitäten und Forschungseinrichtungen.

## Die Themen
- Das Hauptthema ist die Prokrastination: das ständige Aufschieben der eigentlichen Aufgaben der Doktoranden wie das Schreiben von Artikeln, Durchführung von Experimenten, Datenauswertung, Programmierung, Vorbereitung von Vorträgen oder der Prüfungsvorbereitung. Das englische Wort „Procrastination“ kehrt immer wieder und wird streckenweise sogar als Tugend verherrlicht. Hauptmerkmal ist der ständige Wille der Charaktere, „gleich“, bzw. „in fünf Minuten“ mit der Arbeit anzufangen. Nur noch einmal nach der E-Mail sehen, nur noch ein Klick im WWW …
- Der Zynismus der Professoren und ihre Gleichgültigkeit gegenüber den Doktoranden. Ein gutes Beispiel ist „Meeting of the Minds“, der Comic vom 28. Mai 2005: Wir sehen einen der Studenten, der mit panischem Gesichtsausdruck die Arbeit der vergangenen Woche vorlegt, in seiner Sprechblase nur ein zittriger Wust von Formeln und Graphen. Prof. Smith, der ihm gegenübersitzt, sagt einfach nur „Hmhm, verstehe … interessant.“ In den Denkblasen des Doktoranden heißt es „Jetzt hat er mich, er weiß genau, daß ich diese Wochen nichts getan habe ... er schaut so unzufrieden … er hält mich für wertlos.“ In den Denkblasen von Prof. Smith hingegen heißt es: „Mmm, Squash mit Prof. Jones heute, der Mistkerl … ich muß nachher dran denken, die Wäsche aus der Reinigung zu holen … wie heißt nochmal dieser Typ?“
- Die lange Studiendauer. Einige dieser Geschichten drehen sich hier um Mike Slackenerny, der sich mit dem Status als ewiger Student arrangiert hat. Cecilia hingegen leidet darunter, wie die Jahre an ihr vorbeiziehen, mit Grauen liest sie die Einladung zum Klassentreffen („Ich bin noch nicht bereit!!!“). Als sie ein graues Haar bei sich entdeckt, hat sie einen Alptraum, wie sie als alte Frau ihren Promotionsvortrag hält (Frage aus dem Publikum: „Cecilia, ist Ihnen klar, daß Ihr Betreuer seit 30 Jahren im Ruhestand ist?“ – „Kommen Sie mir nicht so, junger Mann, ich habe die Matheaufgaben Ihres Großvaters korrigiert!“).
- Referenzen auf Elemente der Geek-Kultur (z. B. Filme wie Star Wars oder Matrix)
- Chronischer Geldmangel der Studenten. Die Charaktere ernähren sich hauptsächlich von Ramen-Nudeln, einem extrem billigen Fertiggericht. Besonderen Stellenwert hat auch kostenloses Essen (Free Food), wofür sich die Hauptfiguren ständig in irgendwelche Seminare oder Empfänge einschleichen.
- Der niedrige Frauenanteil in technischen Fächern und die erbärmlichen Annäherungsversuche der angehenden Ingenieure und Naturwissenschaftler.

## Die Hauptpersonen
- Cecilia, eine attraktive, ehrgeizige und intelligente Doktorandin der Ingenieurwissenschaften, die jedoch eingesehen hat, dass sie letztlich auch ein Geek ist. Sie ist schokoladensüchtig, verbringt jede wache Minute im Labor und merkt, wie das Leben einfach an ihr vorbeirauscht.
- Mike Slackenerny wurde bereits zu Beginn der Serie als ältester Student der Gruppe vorgestellt. Niemand weiß genau, seit wann er da ist. Sein Tag besteht nur aus Nickerchen, Internet-Surfen, E-Mailen und der Jagd nach Free Food. Nachdem der Comic acht Jahre lief, entschied der Autor, ihn endlich promovieren zu lassen.
- Tajel ist die einzige der Hauptfiguren, die aus dem Bereich der Geistes- und Sozialwissenschaften kommt. Sie kann mit den Geek-Themen der anderen nichts anfangen und leidet auch nicht an deren zwischenmenschlichen Defiziten. Daher erscheint sie oft als die Vernünftige in den Comics. Andererseits „arbeitet“ auch sie schon seit Jahren an ihrer Doktorarbeit, hat sich jedoch immer noch nicht auch nur für ein Thema entschieden. Stattdessen organisiert sie eine Demonstration nach der anderen und reibt sich bei politischen Aktivitäten auf.
- Der Nameless Guy, der Typ ohne Namen, ist eigentlich ein ganz normaler Student. Er versucht seine Arbeit, so gut er kann, zu machen, erliegt jedoch immer wieder dem schlechten Einfluss von Mike oder seiner eigenen Resignation und hat deswegen ein permanent schlechtes Gewissen. Dass niemals sein Name genannt wird, zeigt, wie absolut unwichtig er in der zynischen Unimaschinerie ist. Sein häufiges Auftreten und das enorme Identifikationspotential (er hat ja nicht einmal einen Namen) machen ihn zum inoffiziellen Helden der Serie. In der 2011 erschienenen Verfilmung der Serie wird er von Prof. Smith nach seinem Namen gefragt, worauf er sich als Winston vorstellt.
- Prof. Brian S. Smith erschien in den frühen Comics bestenfalls im Off (nur seine Sprechblase war zu sehen), nach einiger Zeit bekam er jedoch ein Gesicht. Er hat einen Vollbart und eine Glatze, trägt immer eine Krawatte, einen Pullunder und eine Brille. Er verkörpert damit schon äußerlich einen an den technischen Fakultäten der Universitäten häufig anzutreffenden Typus. Er hat kein Leben außerhalb der Universität und betrachtet seine Studenten letztlich nur als Werkzeuge. Prof. Smith ist der am häufigsten im Comic auftretende Professor, da er der Doktorvater (‚advisor‘) des Nameless Guy ist und der Chef von Mike Slackenerny. Die weiteren Professoren sind Prof. Rivera als der Doktorvater von Tajel und Prof. Jones als der Doktorvater von Cecilia.

Immer wiederkehrende Nebenfiguren sind z. B. Dee, die kleine Schwester des Nameless Guy, Jen und Sophy, Frau und Tochter von Mike Slackenerny, sowie die Kinder von Prof. Smith, die in den Ferien auch einmal mit dem Rotstift auf den Diplomarbeiten der Studenten herumkritzeln dürfen.

## Weblink
- Website mit mehrmals wöchentlich aktualisiertem Comicstrip, Archiv aller bisher erschienenen Comics und Informationen zu Autor und Serie